# Sprint Corporation
Sprint Corporation (NYSE S) és una companyia de telecomunicacions amb seu a Overland Park, Kansas. Aquesta companyia opera i és propietària del tercer operador mòbil més gran dels Estats Units amb 49 milions de clients, solament depassat per Verizon Wireless i AT&T Mobility. També opera la xarxa de banda ampla mòbil més gran dels Estats Units.
La companyia es va fundar el 2005 amb la compra de Nextel Corporation per part d'Sprint Corporation. El 2006 la transacció es va completar i uns anys després es van fusionar les marques quedant sota el nom Sprint.
Sprint també controla DCSNet que és la xarxa privada de comunicacions del Govern Nord-americà.